# Cinnamomum woulfei
Cinnamomum woulfei är en lagerväxtart som beskrevs av André Joseph Guillaume Henri Kostermans. Cinnamomum woulfei ingår i släktet Cinnamomum och familjen lagerväxter. Inga underarter finns listade i Catalogue of Life.